# Ван ден Берг, Юлиус
Юлиус ван ден Берг (нидерл. Julius van den Berg; род. 23 октября 1996, в Пюрмеренде, Нидерланды)  — нидерландский профессиональный шоссейный велогонщик, выступающий c 2018 года за команду мирового тура «EF Pro Cycling».

## Карьера
Юлиус Ван ден Берг пришёл в EF Education First-Drapac p/b Cannondale из нидерландской континентальной команды SEG Racing Academy. В 2017 году он выиграл чемпионат Нидерландов в разделке среди андеров, в 2018 году одержал победу на Туре Нормандии, где также занял 4-е место в общем зачёте, выиграл классики Ronde van Noord-Holland и Midden-Brabant Poort Omloop. Контракт c EF Education First-Drapac p/b Cannondale подписан в 2018 году на два года.

Юлиус – один из лучших андеров мира. Он одержал несколько впечатляющих побед, финишировал 2-м на андеровском Париж-Рубэ (Paris-Roubaix Espoirs). Подписание контракта с ним – наш естественный выбор, так как мы хотим усилить команду для брусчаточных классик и командной гонки. Мы считаем, что Юлиус будет очень полезен команде уже этим летом на гонке Binck Bank Tour и в командной гонке чемпионата мира. Думаем, он успешно выступит на этих соревнованиях. Если бы сначала он пришёл в команду как стажёр, мы не смогли бы брать его в гонки. Для нас лучше сразу подписать с ним контракт— Джонатан Воутерс. Генеральный менеджер команды EF Education First-Drapac p/b Cannondale
.

## Достижения
2014
1-й Coupe du Président de la Ville de Grudziądz — Генеральная классификация 
1-й - Этап 3
2-й Чемпионат Нидерландов — Групповая гонка (юниоры)
2016
5-й - Ronde van Noord-Holland
2017
1-й  Чемпион Нидерландов — Индивидуальная гонка U23
4-й - Тур Олимпии — Генеральная классификация
6-й - Ronde van Noord-Holland
10-й - Slag om Norg
2018
1-й  Чемпион Нидерландов — Групповая гонка U23
1-й - Ronde van Noord-Holland
1-й - Midden-Brabant Poort Omloop
2-й - Paris-Roubaix Espoirs U23
4-й - Тур Нормандии — Генеральная классификация
1-й  — Молодёжная классификация
1-й - Этап 5
7-й - Тур Бретани — Генеральная классификация
1-й - Этап 6